# Så vandra vi all världens väg
Så vandra vi all världens väg är en kristen psalm. Texten är skriven av Johan Olof Wallin.

## Publicerad i
- 1819 års psalmbok, som nummer 490 under rubriken "Med avseende på de yttersta tingen: Begravningspsalmer: I allmänhet".
- Den svenska psalmboken 1937, som nummer 568 under rubriken "H. De yttersta tingen: 2. Det kristna hoppet inför döden".